# Hingston Down
Pour les articles homonymes, voir Hingston.
Hingston Down est une colline des Cornouailles, en Angleterre. Elle est située à environ deux kilomètres à l'ouest de Gunnislake et du fleuve Tamar qui marque la frontière avec le comté voisin du Devon.
En 838, le roi Egbert de Wessex y met en déroute une armée composée de Vikings et de Bretons de Cornouailles.
La colline est la localité-type de l'arthurite, un minerai qui y a été découvert. Elle abrite une ancienne mine et une carrière toujours en activité qui sont considérées depuis 1995 comme un site d'intérêt scientifique particulier pour raisons géologiques.